# Hippolyte Cloquet
Pour les articles homonymes, voir Cloquet.
Hippolyte Cloquet est un médecin et naturaliste français, né le 10 mars 1787 à Paris et mort le 3 mars 1840 dans cette même ville.

## Biographie
Joseph-Hippolyte Cloquet est le fils du dessinateur Jean-Baptiste Cloquet et de Claude Lajude. Il est le frère ainé du médecin et anatomiste Jules Cloquet.
Reçu à l'internat des Hôpitaux de Paris en 1809, il est récompensé en 1810 d'un prix d'anatomie et de physiologie. Il a notamment comme professeur d'anatomie André-Marie Constant Duméril qui l'emploiera comme secrétaire dans ses tournées de jurys de médecine de 1812 à 1816 et qui fera appel à lui pour soigner ses enfants.
Il obtient son titre de docteur en médecine à la Faculté de Paris en février 1815 à la suite de sa thèse, Dissertation sur les odeurs, sur le sens et les organes de l'olfaction. Il devient ensuite aide de clinique interne puis professeur de la Faculté, enfin professeur particulier d’anatomie. En 1823, il est fait agrégé et membre de l’Académie de médecine.
Il décède en 1840 des complications liées à son alcoolisme.
Son fils ainé Louis-André Ernest Cloquet, né en 1818, suivit un parcours universitaire identique et devint médecin d'une délégation diplomatique en Iran.

## Travaux sur l'olfaction et la rhinologie
Cloquet est le premier médecin à se consacrer à une étude approfondie de l'odorat.
En 1815, il fut le premier à reconnaitre la nature moléculaire chimique des odeurs, élaborant une théorie fonctionnelle de la muqueuse pituitaire qui se révélera correcte. Il décrit une classification des odeurs et l'anatomie des fosses nasales, des sinus, du nez et des muscles permettant sa mobilisation.
En 1821, il publie le premier véritable traité complet de rhinologie.

## Publications
- Mémoires en réponse à l'une des questions proposées au concours pour la place du chef des travaux anatomiques de la Faculté de médecine de Paris, par messieurs Beauchêne, Rullier, Cloquet, Béclard (Didot jeune, Paris, 1812).
- Pour l'Encyclopédie méthodique, il achève la partie consacrée aux Mammifères et oiseaux ,commencée par Félix Vicq d'Azir (1748-1794) (Panckoucke, Paris, 1819).
- Dictionnaire raisonné des termes d'anatomie et de physiologie (Panckoucke, Paris, 1823).
- Reptiles, poissons, mollusques, crustacés, annélides, arachnides, insectes, radiaires (Panckoucke, Paris, 1830).
- Faune des médecins, ou Histoire des animaux et de leurs produits considérés sous le rapport de la bromatologie et de l'hygiène en général, de la thérapeutique, de la pharmacologie et de la toxicologie (Crochard, Paris, 1822-1828).
- Il participe au Nouveau dictionnaire de médecine, chirurgie, pharmacie, physique, chimie, histoire naturelle, etc. de Mathieu Orfila (Méquignon-Marvis, Crochard, Gabon, Paris, 1821-1822).
- 1821 : Osphrésiologie, ou Traité des odeurs, du sens et des organes de l'Olfaction, monographie complète de l'anatomie, de la physiologie. de la psychologie et de la pathologie de l'organe olfactif et de ses fonctions.
- Traité complet de l'anatomie de l'homme comparée dans ses points les plus importans à celle des animaux, Paris, Brégeaut & Cie, 1826 (lire en ligne).

## Botanique
Il est l'auteur de la description valide de Vetiveria odoratissima Bory ex Cloquet, nom toutefois synonyme de Chrysopogon zizanioides (L.) Roberty